# Jose Agustin Jaraquemada
Jose Agustin Jaraquemada Carrera y Vargas (Santiago,1802-San Fernando, ?) fue un Teniente de ejército y político chileno. Diputado suplente que conformo el Primer congreso Nacional de 1811 y luego en el congreso general nacional que se convocó entre 1824 y 1825 por el General Freiré.

## Biografía
Hijo de José Agustín Jaraquemada Montaner, un hacendado dueño de tierras en San Antonio de petrel, colchagua y Tránsito Vargas Salinas. Nació en la ciudad de Santiago en 1798.
Fue bautizado en la Catedral de Santago.
Se graduó de teniente del Ejército el 2 de septiembre de 1818. Se casó con Juana Vargas Cañas y tuvieron numerosa descendencia.

## Vida política
Fue electo diputado suplente por Santiago, en el Primer Congreso Nacional, 4 de julio-2 de diciembre de 1811.
Electo diputado suplente por Rancagua, en el Congreso General de la Nación, 10 de noviembre de 1824-11 de mayo de 1825. Se excusó de asistir en ocasión de haber sido llamado.
Murió en 1857.